# سوي شتراوب
سوي شتراوب (بالألمانية: Zoë Straub)‏ هي مغنية وممثلة نمساوية، وُلدت في فيينا في النمسا في الأول من ديسمبر لعام 1996.

## حياتها
تنحدر سوي من عائلة فنية حيث والدها هو الملحن ومؤلف الأغاني والعازف النمساوي كريستوف شتراوب أما والدتها رومينيا فيلفلنج كانت مغنية، و قد أسس والدها فرقة بابرمون والتي كانت أمها مغنية فيها أيضًا. التحقت سوي وهي في عمر الرابعة بحضانة الليسه في فيينا ( Lycée Français de Vienne) و في سن الخامسة ذهبت إلى مدرسة الليسه و التي حصلت منها على شهادة الثانوية. في عام 2006 قدمت برنامج كلوس أب (Close up) على قناة كونفيتي. و في عام 2007 ظهرت في برنامج مواهب الأطفال كيدي كونتيست (Kiddy Contest).
شاركت سوي في مسابقة الأغنية الأوروبية- من يغني للنمسا؟ في عام 2015 والتي حصدت فيها المركز الثالث. و في عام 2015 شاركت أيضًا في مسلسل ضاحية فايبر. و على هامش مسابقة الأغنية الأوروبية كانت سوي من أحد المشاركين في فاعلية المسرح المفتوح في ميدان راتهاوسبلاتس في فيينا.
شاركت سوي بأغنية بعيد جدًا من هنا (Loin d’ici ) في مسابقة الأغنية الأوروبية- من يغني للنمسا؟ لعام 2016، و قد اختارها الحكام والجمهور كمرشحة النمسا. ، و قد وصلت بهذه الأغنية إلى النصف النهائي لتحصد في النهائيات المركز الثالث عشر من أصل ست وعشرين مركز.

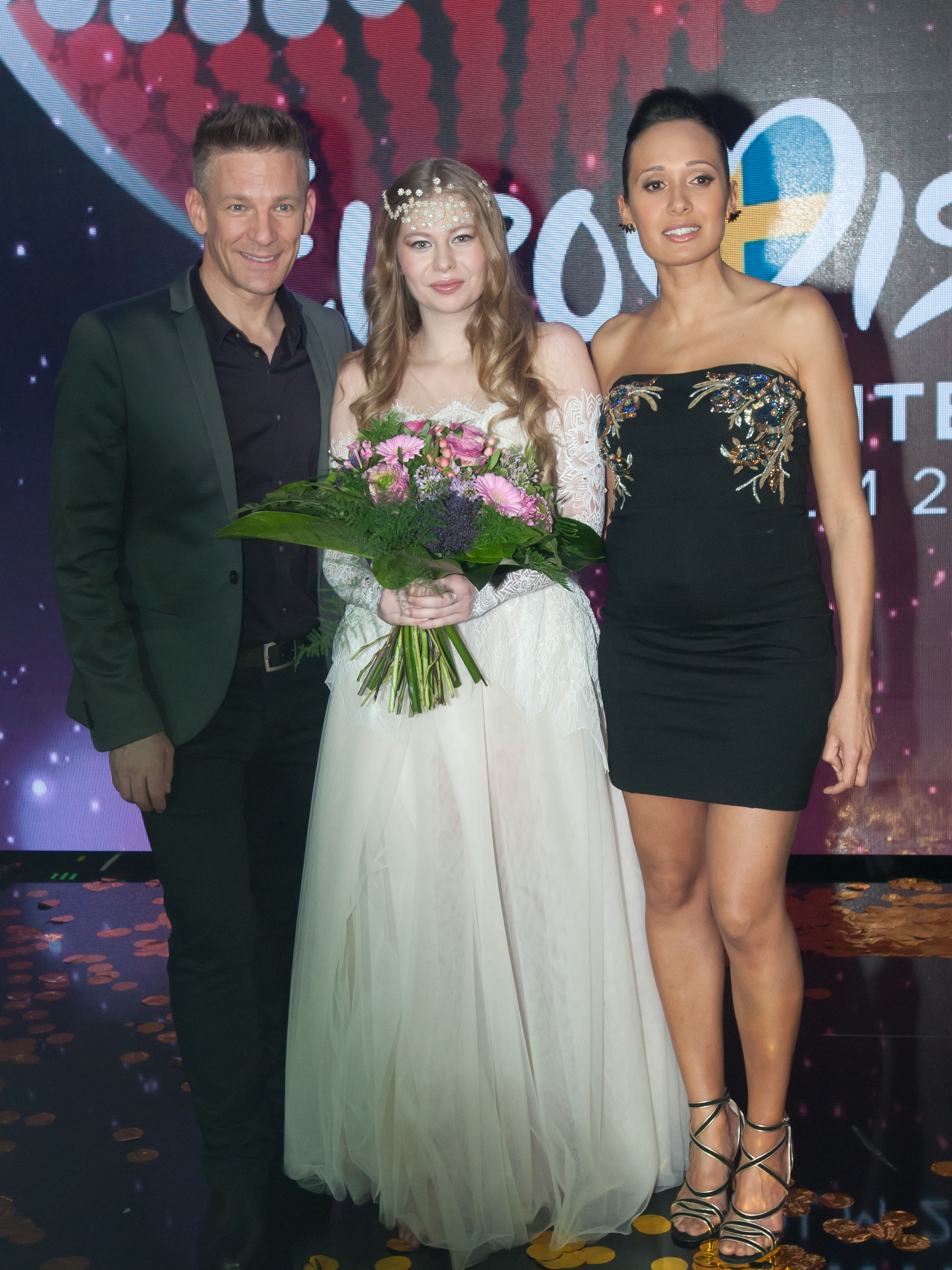
سوي شتراوب خلال مسابقة الأغنية الأوروبية- من يغني للنمسا؟ عام 2016

## حياتها الشخصية
لدى سوي صديق ويسكنان معًأ في فيينا.

## أعملها

### الألبومات
| اسم الألبوم                         | الترتيب في النمسا             | تاريخ الإصدار                  |
| ----------------------------------- | ----------------------------- | ------------------------------ |
| لأول مرة (Debut)                    | المركز الخامس (لمدة 30 أسبوع) | الثالث والعشرين من أكتوبر 2015 |
| جلسات صوتية (the acoustic sessions) | -                             | الثاني من ديسمبر 2017          |

### أغانٍ فردية
| اسم الأغنية                           | الترتيب في النمسا  | تاريخ الإصدار                  |
| ------------------------------------- | ------------------ | ------------------------------ |
| يا مخادع (Quel Filou)                 | 23 (لمدة أسبوع)    | الثاني عشر من مارس 2015        |
| أحب قلبي كثيرًا (Mon cœur a trop aimé) | 12 (لمدة 16 أسبوع) | الحادي والثلاثين من يوليو 2015 |
| بعيد جدًا من هنا (Loin d’ici)          | 13 (لمدة 13 أسبوع) | الخامس من فبراير 2016          |

### أغانٍ فردية أخرى
- 2015: لاأهتم (Je m’en fous)
- 2016: ليلة العجائب (La nuit des merveilles)
- 2018: عد للمنزل رجاءً (Please Come Home)
- 2018: إنها الحياة (C'est la vie)

### المسلسلات
- 2015: ضاحية فايبر (Vorstadtweiber)[5]
- 2016: بيرجاو- لا طريق للعودة (Pregau – Kein Weg zurück)
- 2017: سوكو كيتسبول ( SOKO Kitzbühel )، حلقة أكانومو يجب أن يموت (Akanamo muss sterben)

## وصلات خارجية
- سوي شتراوب على موقع IMDb (الإنجليزية)
- سوي شتراوب على موقع ميوزك برينز (الإنجليزية)
- سوي شتراوب على موقع أول ميوزيك (الإنجليزية)
- سوي شتراوب على موقع ديسكوغز (الإنجليزية)
- سوي شتراوب على موقع قاعدة بيانات الفيلم (الإنجليزية)
- صفحة سوي شتراوب على  قاعدة بيانات الأفلام على الإنترنت
- سوي شتراوب على موقعSchwaiger Music Management